# Krešimir Čač
Krešimir Čač (Zagreb, 12. siječnja 1976.), hrvatski plivač.
Natjecao se na Olimpijskim igrama 1996. Na 200 metara mješovtio osvojio je 19. mjesto, na 400 metara mješovito bio je 23., a 16. mjesto je osvojio u štafeto 4 x 100 mješovito. Na OI 2000. i 2004. nastupio je na 200 metara mješovito i osvojio 36. odnosno 34. mjesto.
Na europskom prvenstvu u kratkim bazenima 1996. godine je osvojio brončanu medalju na 200 metara mješovito. Na Mediteranskim igrama 1997. osvojio je srebrenu medalju na 400 metara, a brončanu medalju na 200 metara mješovito.
Bio je član Mladosti i Medveščaka iz Zagreba.